# Chloe East

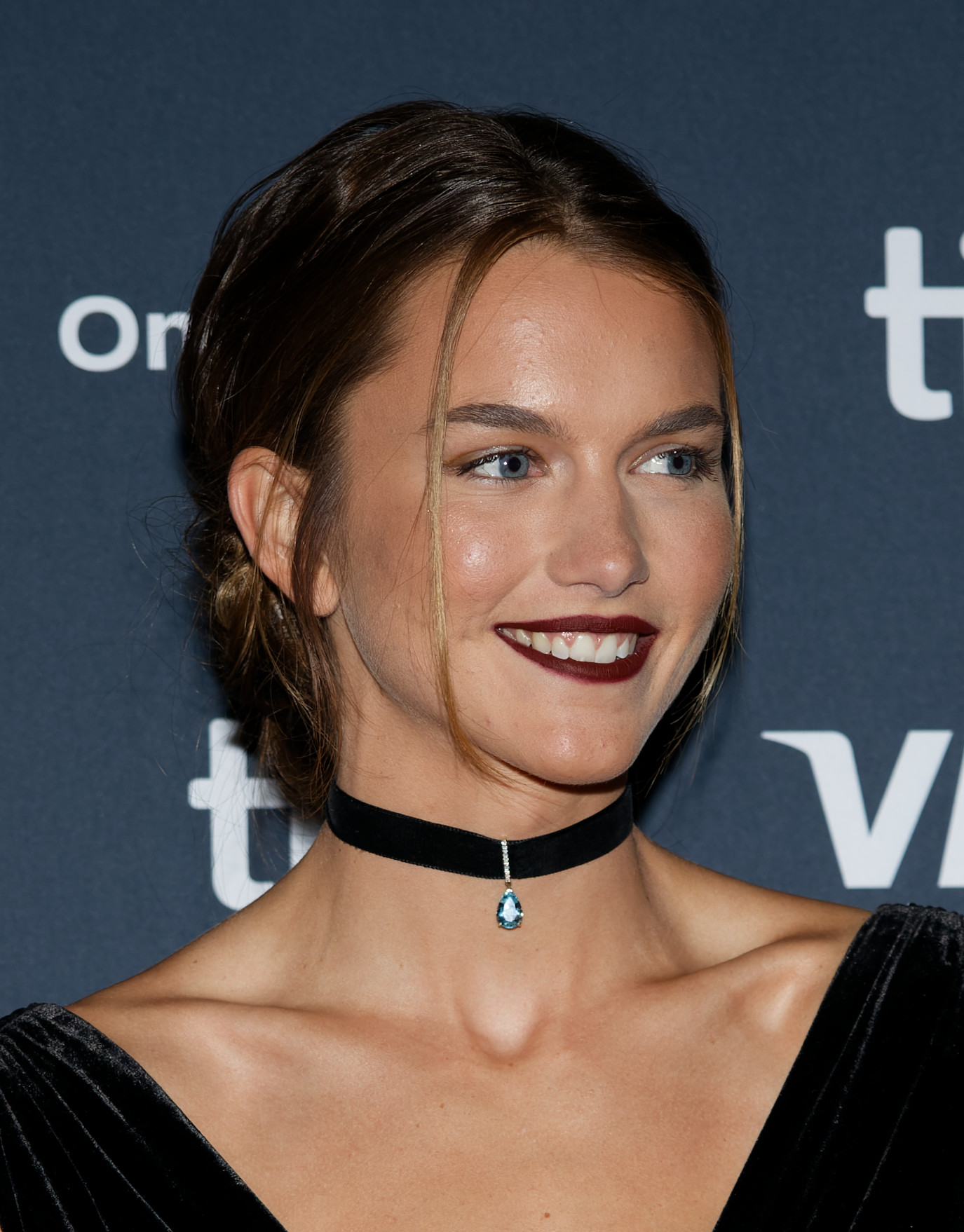
Chloe East (2024)

Chloe East (* 16. Februar 2001 in San Clemente, Kalifornien) ist eine US-amerikanische Schauspielerin.

## Leben
Chloe East begann im Alter von neun Jahren als Model, ab elf Jahren nahm sie Schauspielunterricht, außerdem war sie als Tänzerin aktiv.
2013 hatte sie eine erste Gastrolle in der HBO-Serie True Blood. Im Film Jessica Darling’s IT List verkörperte sie 2016 die Titelrolle. 2016/17 hatte sie eine wiederkehrende Rolle als Val Wishart in der Serie Liv und Maddie des Disney Channels. In der Serie Ice spielte sie die Rolle der Willow Green, während diese Rolle in höherem Alter von Jocelyn Hudon dargestellt wurde. 2017/18 gehörte sie in der ABC-Serie Kevin (Probably) Saves the World als Reese Cabrera zur Hauptbesetzung.
In der Coming-of-Age-Dramedy-Serie Generation verkörperte sie 2021 die Rolle der Naomi. 2022 war sie im Film Die Fabelmans von Steven Spielberg als Monica Sherwood zu sehen. In dem im September 2024 auf dem Toronto International Film Festival (TIFF) uraufgeführten Horrorfilm Heretic mit Hugh Grant übernahm sie als Schwester Paxton eine Hauptrolle. 2025 erhielt sie eine Rolle in der Netflix-Komödie Roommates von Chandler Levack.
In den deutschsprachigen Fassungen wurde sie unter anderem von Stefanie Masnik in Popular Theory – Die Freundschaftsformel, von Muriel Bielenberg in Die Fabelmans, von Elise Eikermann in The Wolf of Snow Hollow, von Florentine Draeger in Jessica Darling’s IT List sowie von Daniela Molina in Generation und von Laura Jenni in Ice synchronisiert.
Seit August 2021 ist sie verheiratet.

## Filmografie (Auswahl)
- 2013: Out of Reach
- 2013: True Blood (Fernsehserie, zwei Episoden)
- 2016: Jessica Darling’s IT List
- 2016: Sleep Tight (Miniserie)
- 2016–2017: Liv und Maddie (Liv and Maddie, Fernsehserie, acht Episoden)
- 2016–2017: Ice (Fernsehserie, zehn Episoden)
- 2017–2018: Kevin (Probably) Saves the World (Fernsehserie, 16 Episoden)
- 2019: Next Level
- 2020: The Wolf of Snow Hollow
- 2021: Generation (Fernsehserie, 16 Episoden)
- 2022: Die Fabelmans (The Fabelmans)
- 2023: Popular Theory – Die Freundschaftsformel (Popular Theory)
- 2024: Heretic
- 2024: Tanning Zone
- 2024: No Good Deed (Fernsehserie, zwei Episoden)
- 2025: Atropia
- 2025: Going Places